# Gloster Meteor
Gloster Meteor var Storbritanniens första jetdrivna jaktflygplan och det enda jetdrivna flygplan som sattes in i strid av de allierade under andra världskriget. Flygplanet fortsatte att tillverkas och utvecklas under 1950-talet. Det har byggts i nästan 4 000 exemplar, har tjänstgjort i 18 olika flygvapen och använts i åtskilliga konflikter under 1950- och 1960-talen. Det har också satt flera hastighetsrekord.

## Bakgrund
Efter att Frank Whittle uppfunnit jetmotorn 1930 försökte han få flera olika företag intresserade av att bygga hans uppfinning. Armstrong Siddeley utvärderade hans motor 1931 och kom fram till att även om det var tekniskt genomförbart att bygga en sådan motor så var den ekonomiska nyttan tveksam. Whittle grundade därför 1936 ett eget företag, Power Jets, för att förverkliga jetmotorn. Efter att han fått den första prototypen att fungera 1937 fick han till sist stöd av Luftministeriet.
28 april 1939 besökte Whittle Gloster Aircraft Company för att demonstrera sin jetmotor. Glosters chefsingenjör George Carter blev imponerad av motorn och började tillsammans med Wittle att skissa på flera olika koncept för jetdrivna flygplan. På hösten 1939 fick Gloster i uppdrag av Luftministeriet att bygga en prototyp av teknikdemonstratorn Gloster E.28/39. Det blev Storbritanniens första jetdrivna flygplan och den jungfruflög 15 maj 1941. Den fungerade bra, men den begränsade dragkraften hos den första generationens jetmotorer gjorde att man i fortsättningen koncentrerade sig på tvåmotoriga modeller.

## Utveckling

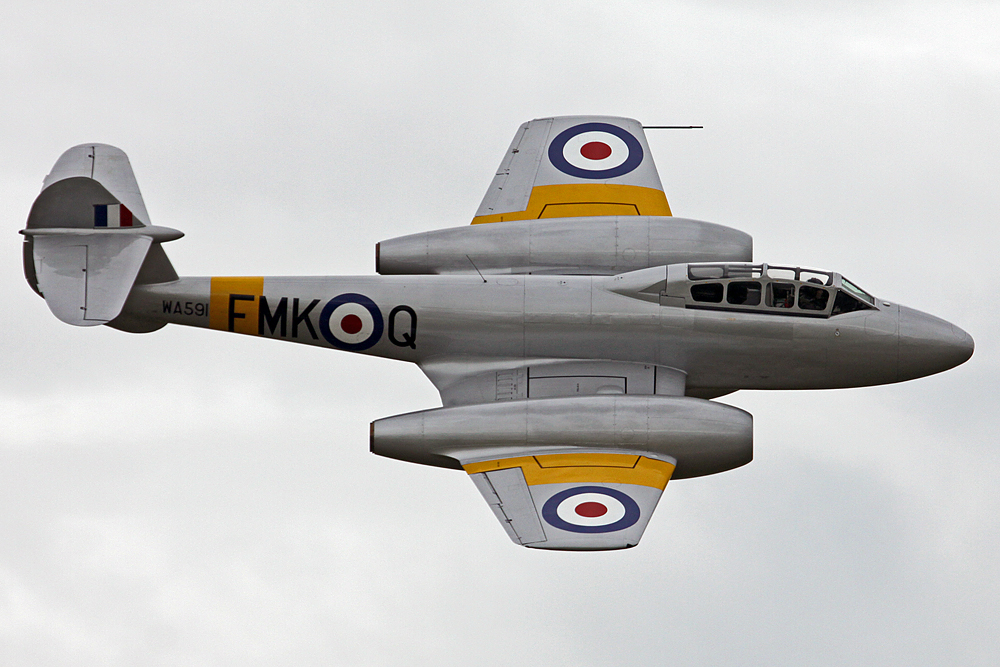
En dubbelsitsig Meteor T.7.

År 1940 utfärdade Luftministeriet en specifikation på ett jetdrivet flygplan med 14,2 kN dragkraft som skulle kunna ta en last på 680 kg och en totalvikt på 3 900 kg. George Carter beräknade att ett sådant flygplan skulle få en toppfart på över 700 km/h och skulle kunna beväpnas med två eller fyra automatkanoner. I augusti 1940 presenterade Carter ritningarna för prototypen och i januari 1941 beslutade Max Aitken att utvecklingen av Meteoren skulle ges högsta prioritet. Månaden efter fick Gloster en beställning på tolv stycken prototyper (senare ändrat till åtta). I juli 1941 fick de även en avsiktsförklaring angående en beställning av 300 Meteorer.
I november 1942 stoppades produktionen av Meteor på grund av att Rover, som var en viktig underlevererantör av motorerna, inte klarade av att hålla produktionstakten. På grund av bristen på jetmotorer började Luftministeriet i stället att intressera sig för den enmotoriga Gloster E.1/44. Produktionsstoppet hävdes senare samma år efter att Rolls-Royce tagit över motortillverkningen.
Den 5 mars 1943 flög prototypen för första gången. På grund av leveransproblemen med motorerna drevs den av två stycken de Havilland Goblin i stället för de tilltänkta Power Jets W.2. Det första flygplanet med Power Jets-motorer flög 12 juni samma år. Rolls-Royce kom att ta över även Power Jets motortillverkning och fortsatte att producera motorn under licens med namnet Welland. Totalt åtta prototyper med olika motorkonfigurationer byggdes.
Den 12 januari 1944 flög den första serieproducerade Meteoren. Den var i stort sett identisk med prototypen med undantag för de fyra automatkanonerna i nosen. Den fick beteckningen Meteor F.1. Totalt 300 var beställda, men bara 20 kom att levereras eftersom den senare modellen Meteor F.3 beställdes i stället. På grund av att Royal Air Force inte hade någon tidigare erfarenhet av jetflygplan användes Meteorerna till en början huvudsakligen till prov och utbildning. Först i juli 1944 sattes de in i stridande tjänst.
Rolls-Royce och Power Jets samarbete ledde fram till den mer pålitliga och kraftigare motorn Rolls-Royce Derwent som kom att användas i alla efterföljande versioner av Meteor varav den första var Meteor F.3. De kraftigare motorerna innebar inte bara högre toppfart, de innebar också problem, framför allt med chockvågor i hög fart. Chockvågorna orsakades främst av de raka vingarna. Planerna på att förse Meteor med svepta vingar i stället lades ner på grund av kostnadsskäl och i stället kortades vingarna helt enkelt av med 43 cm på varje sida. De kortare vingarna gav högre toppfart men lägre stighastighet, lägre topphöjd och högre landningshastighet. Framförallt den höga landningshastigheten var ett problem för piloter vana med propellerdrivna flygplan. Andra förbättringar var förstärkt flygkropp och tryckkabin. Den versionen fick beteckningen Meteor F.4. Den flög första gången 17 maj 1945, tio dagar efter Tysklands kapitulation. Krigsslutet innebar att Royal Air Force behov av nya jaktflygplan nu var mycket mindre och det ledde till att de flesta nytillverkade F.4:orna gick på export för att förbättra Storbritanniens ekonomi som drabbats hårt av kriget. Bland exportkunderna fanns Argentina, Nederländerna och Danmark.
Nästa version av Meteor var en tvåsitsig skolversion. Trots nackdelar som avsaknad av beväpning, tryckkabin och fullständig instrumentering tillverkades över 650 stycken Meteor T.7. Behovet var stort eftersom nästan inga piloter hade någon tidigare erfarenhet av jetflygplan.
I takt med att andra, mer avancerade jetjaktflygplan togs i tjänst beslutade Gloster att skapa en så modern version av Meteor de kunde och fortfarande dra nytta av en befintlig produktionslina. Flygkroppen förlängdes för att ge plats för mer bränsle och för att slippa den barlast som tidigare modeller haft för att ballansera vikten av de fyra automatkanonerna i nosen. Det visade sig dock att med den längre flygkroppen kunde tyngdpunkten hamna för långt bak efter att ammunitionen till automatkanonerna förbrukats vilket ledde till instabilitet. Detta löstes genom att man bytte ut stjärtpartiet mot stjärten från Gloster E.1/44. Den mest välkomna förändringen var dock införandet av katapultstol. Denna version av Meteor fick beteckningen Meteor F.8. I likhet med F.4 gick många F.8 på export till bland annat Belgien, Brasilien, Nederländerna, Danmark, Australien, Syrien och Egypten.

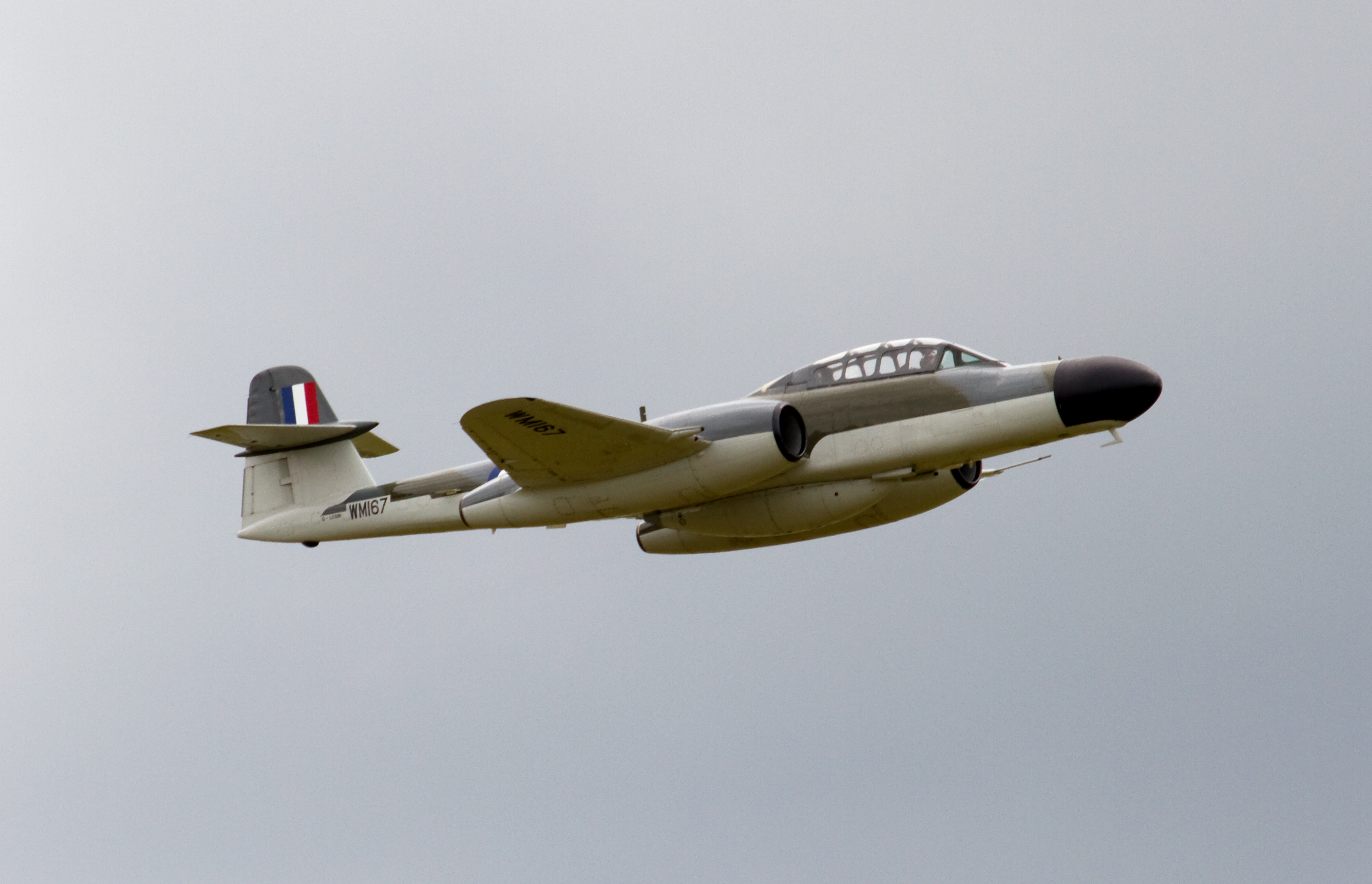
En Meteor NF.11 med förlängd nos och tandemkockpit.

Under 1950-talet utvecklades versioner av Meteor för fotospaning och nattjakt. Fotospaningsversionen Meteor FR.9 fick en 20 cm längre nos med en kamera och extra bränsletankar i vingarna. De användes för taktisk spaning och var beväpnade med automatkanoner precis som jaktversionen. En version för höghöjdsspaning utvecklades också. Den saknade beväpning och hade de långa vingarna från F.3 samt två lodkameror i bakkroppen förutom den i nosen. Nattjaktversionen som fick beteckningen Meteor NF.11 utvecklades i samarbete med Armstrong Whitworth som tillverkade radarn. Den blev något av ett lapptäcke med den dubbelsitsiga cockpiten från T.7, flygkroppen från F.8, de långa vingarna från F.3 och en helt ny nos med radarn SCR-720. Eftersom radarn upptog hela nosen flyttades automatkanonerna till vingarna utanför motorerna. I takt med att radartekniken utvecklades förlängdes nosen ytterligare för att ge plats åt den amerikanska radarn AN/APS-21. Den längre nosen gjorde det nödvändigt med en större fena. Trots det hade flygplanet en tendens att zickzacka i takt med radarantennens svepande rörelser. Denna version av Meteor fick beteckningen Meteor NF.12. Det byggdes även en version med ännu längre nos, Meteor NF.14.
Några Meteorer modifierades för marint bruk med fällbara vingar, landningskrok och katapultkrok. Dessa användes enbart för utprovning och utbildning då Royal Navy valde Sea Vampire framför Meteor.

## Användning

### Argentina
Argentina beställde 100 stycken Meteor F.4 i maj 1947 och Argentina blev därmed det första landet i Sydamerika som hade jetflygplan. De användes i strid första gången 16 juni 1955 när en Meteor flugen av en regeringstrogen pilot sköt ner en T-6 Texan som deltagit i bombningen av Plaza de Mayo. Bombningen som genomfördes av Argentinas flotta var ett försök att döda president Juan Perón. Perón undkom oskadd, men över 300 människor dödades. Meteorer anföll den rebellkontrollerade flygplatsen Ministro Pistarini Airport i ett försök att oskadliggöra rebellernas flygstyrkor på marken. Rebellerna lyckades dock inta Morón Airport och erövra flera Meteorer på marken. Upproret slogs ner dagen efter, men senare samma år användes återigen Meteorer av både regeringstrogna och rebeller i den revolution som slutligen avsatte Perón och tvingade honom i exil. Under 1960-talet ersattes Meteorerna i jaktrollen av Sabres och utrustades i stället som attackflygplan med vapenbalkar för bomber eller raketer. De fick även kamouflagemålning i stället för den tidigare metallrena finishen. De användes mot upprorsstyrkor både i september 1962 och i april 1963. De pensionerades slutligen på 1970-talet och ersattes av Mirage III.

### Australien

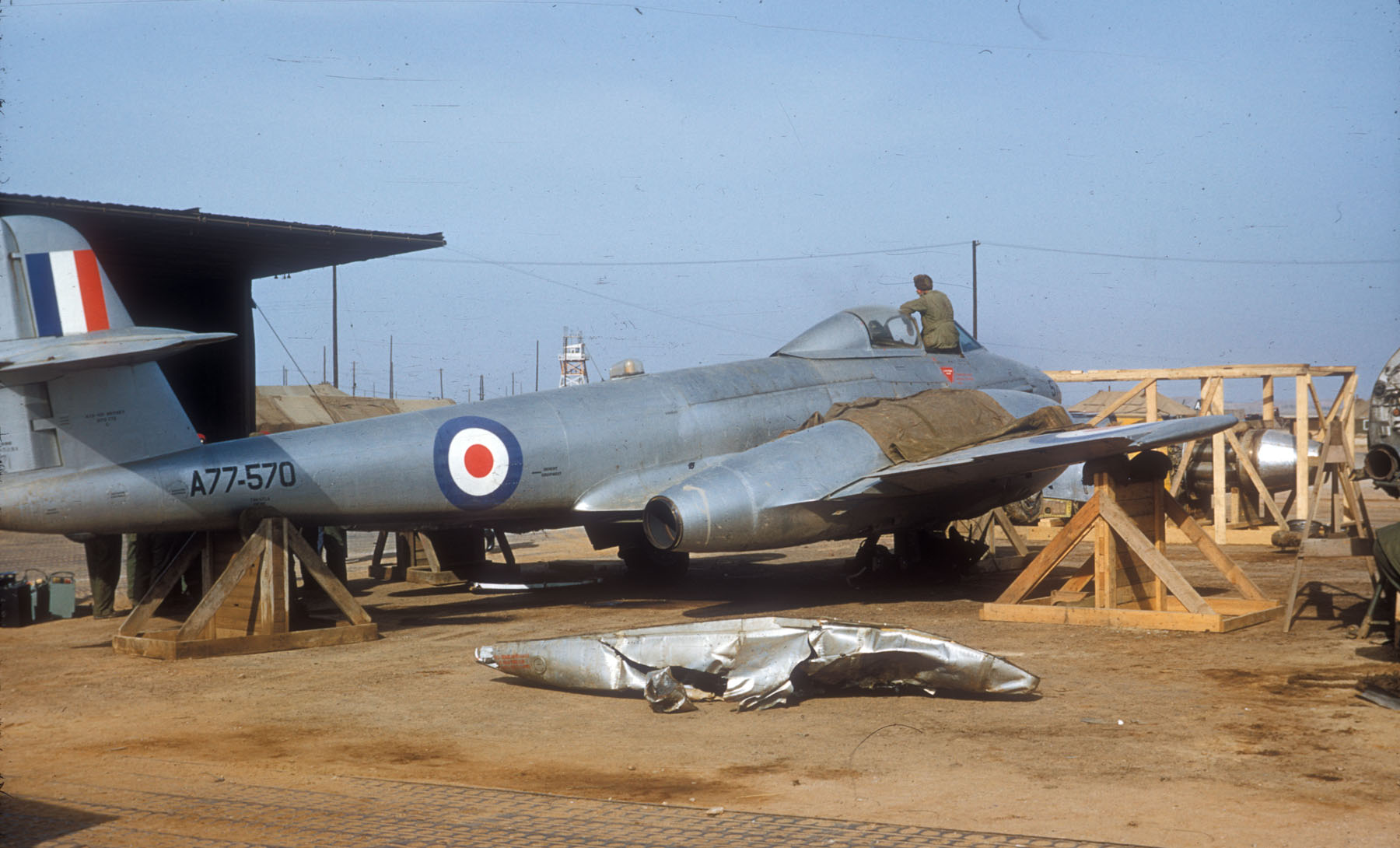
En australiensisk Meteor F.8 på Gimpo Airbase i Korea.

Australien var den första exportkunden och köpte totalt 113 stycken Meteorer mellan 1946 och 1952. Australiensiska Meteorer användes i Koreakriget av No.77 Squadron. De var ursprungligen utrustade med P-51 Mustang, men för att kunna mäta sig med de sovjetiska MiG-15 beslutades att divisionen skulle uppgraderas med Meteorer. Omskolningen till jetflyg genomfördes i Iwakuni i Japan och de återinsattes i Korea i april 1951. Dessvärre var även Meteor underlägsen MiG-15, i synnerhet på hög höjd, vilket ledde till svåra förluster för No.77 Squadron. Efter en intensiv luftstrid över Sunchon den 1 december 1951 där tre stycken Meteorer förlorades övergick divisionen till attackuppdrag. När vapenstilleståndet inträdde 27 juli 1953 hade divisionen genomfört 4 836 uppdrag och förlorat 30 stycken Meteorer mot 6 stycken nedskjutna MiG-15. Australien började ersätta sina Meteorer med licenstillverkade F-86 Sabre 1955.

### Biafra
Under Biafrakriget försökte utbrytarrepubliken Biafra skaffa sig stridsflygplan för att kunna hävda sig mot Nigeria. Huvudansvarig för att bygga upp Biafras flygstyrkor var svensken Carl Gustaf von Rosen. I mars 1969 lyckades von Rosen få tag på två stycken Meteor NF.11 som Svensk Flygtjänst sålde för Danska flygvapnets räkning. Dessa försågs med tyska registreringsnummer och skulle ha flugits till Biafra via Portugal och Kap Verde, men Bundesnachrichtendienst fick nys om affären och flygplanen internerades i Gosselies i Belgien. Senare samma år försökte man på nytt. I juli 1969 lyckade man genom Tony Osborne köpa en Meteor som Rolls-Royce tidigare hade använt som testflygplan och i augusti samma år ytterligare ett testflygplan från Royal Aircraft Establishment. Även dessa var av varianten NF.11. Båda flygplanen flögs via Bordeaux till Faro i Portugal där de i hemlighet åter beväpnades med automatkanoner. Därefter flögs båda flygplanen till Funchal på Madeira. Där blev det ena flygplanet stående på grund av tekniska fel. Det andra skulle ha flugit vidare via Dakar till Bissau, men av okänd anledning valde piloten att flyga direkt till Bissau. Dessvärre räckte inte bränslet hela vägen och flygplanet kraschade i havet utanför Senegal. Piloten räddades av att passerade fartyg som tog honom till Kap Verde. Det sista flygplanet reparerades och lyckades ta sig till Bissau där den belades med flygförbud och blev stående i flera år och förföll.

### Egypten
Egypten beställde femton stycken Meteorer (tolv F.4 och tre T.7) 1948. Ytterligare tjugofyra F.8 beställdes 1949, men den beställningen levererades aldrig på grund av de ökade spänningarna med Israel. Tolv stycken begagnade F.8 beställdes 1952, men av dem blev åtta stoppade av vapenembargot och levererades först 1955 tillsammans med ytterligare nio flygplan innan Suezkrisen definitivt satte stopp för fler leveranser. Under Suezkrisen användes Egyptens Meteorer huvudsakligen i anfall mot israeliska trupper i Sinai. Många av dem förstördes också på marken som en följd av brittiska och franska bombningar av egyptiska flygbaser.

### Frankrike
Efter andra världskrigets slut började Frankrike att bygga upp sitt flygvapen på nytt. Intresset för jetjaktplan var stort och 1948 levererade Storbritannien två stycken Meteor F.4 för utvärdering. År 1953 beställde Frankrike 41 stycken Meteor NF.11 (25 nybyggda och 16 begagnade) följt av 14 stycken Meteor T.7 år 1955. Meteor var dock bara en temporär ersättare för Mosquito i nattjaktrollen i väntan på att Vautour skulle börja levereras 1957. Efter att de ersatts av Vautour stationerades de franska Meteorerna i Bône i franska Algeriet där de sattes in i markanfall under Algerietrevolten. Efter kriget i Algeriet användes Meteor för diverse flygprov.

### Israel

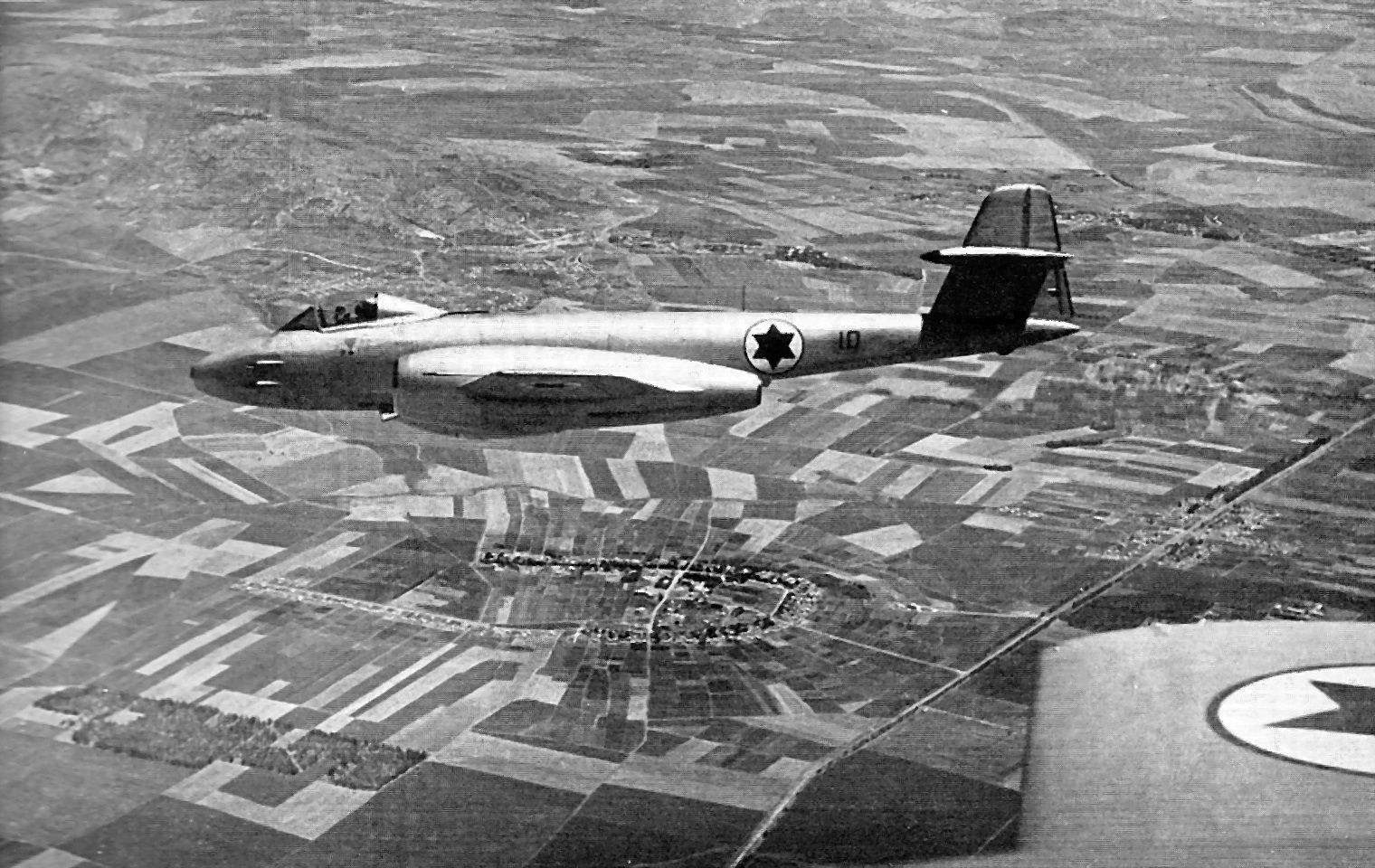
Israeliska Meteorer i luften, 1954.

Spänningarna mellan den nyfödda nationen Israel och dess grannar ledde till en kapprustning där flera länder i Mellanöstern köpte jetflygplan, bland annat Meteorer. En första batch om femton flygplan (elva stycken F.8 och fyra stycken T.7) köptes in av Israel 1953, följt av ytterligare nio (sju FR.9 och två T.7) 1955. År 1956 beställde man sex stycken NF.13, men av den levererades bara tre innan vapenembargot mot Israel trädde i kraft. Trots vapenembargot lyckades Israel köpa in fem stycken före detta belgiska Meteor T.7. Den 1 september 1955 sköt en israelisk Meteor ner en egyptisk Vampire vilket var den första jaktstriden mellan jetflygplan i Mellanöstern. Den 28 oktober 1956 genomfördes operation Tarnegol där en Meteor NF.13 spelade en nyckelroll genom att skjuta ner en egyptisk Il-14 på väg från Damaskus till Kairo. Det tilltänkta målet Hakim Amer fanns inte med ombord, men sexton egyptiska officerare och två besättningsmän omkom. Operationen hölls hemlig och flygplanets öde var länge okänt. Dagen efter genomfördes operation Kadesh där israeliska fallskärmsjägare landsattes på Suezkanalens östra bank med Meteorer som luftunderstöd. Precis som i Korea visade sig de israeliska Meteorerna vara underlägsna de egyptiska MiG-15, men tack vare de brittiska och franska bombningarna av egyptiska flygbaser kunde Israel trots det hålla luftherraväldet över Sinaihalvön.

### Storbritannien

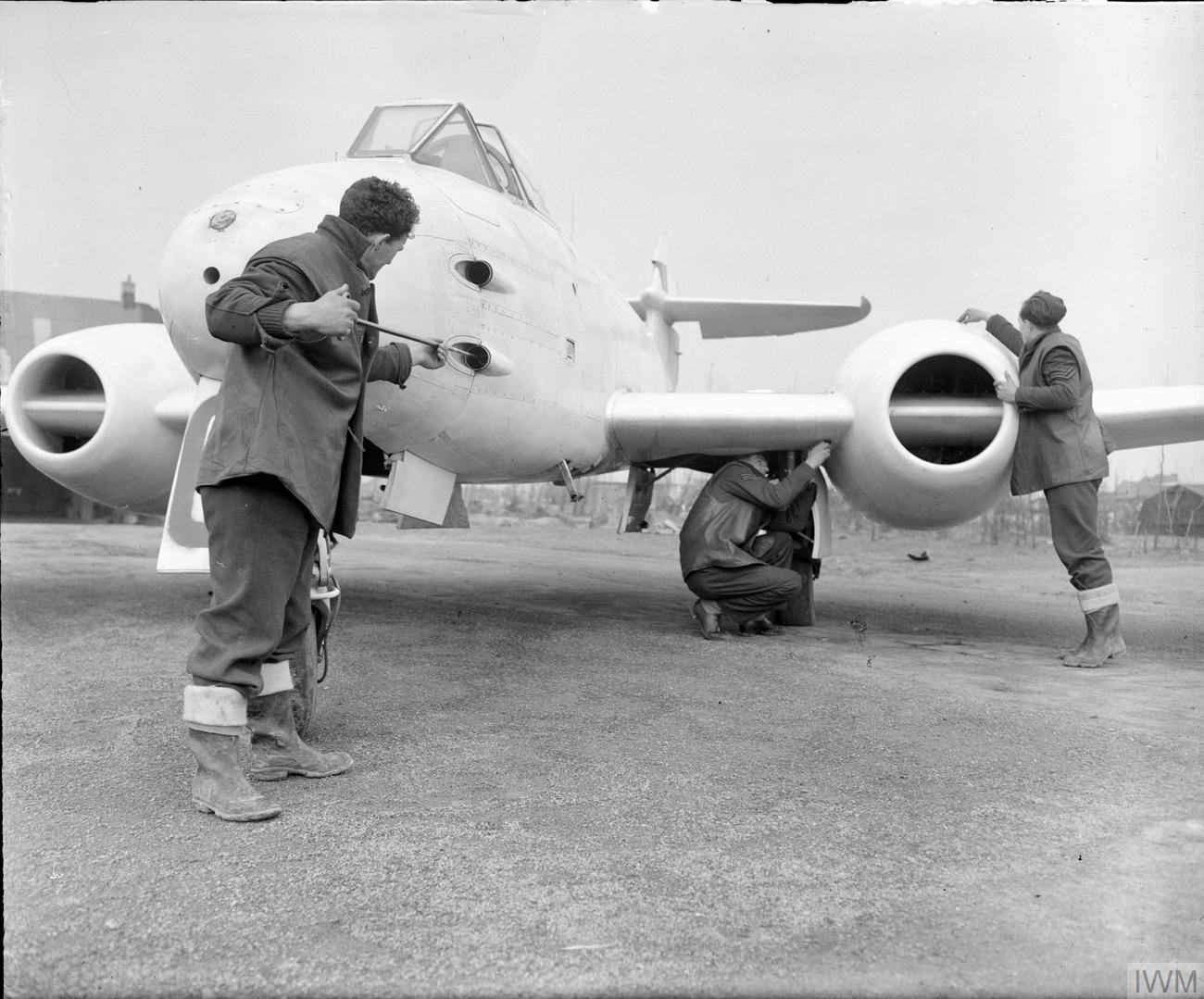
En Meteor F.3 från No.616 Squardon på flygbasen Melsbroek i Steenokkerzeel, Belgien, 1945. Den helvita färgen var tänkt att underlätta identifiering och undvika förväxling med de tyska Me 262.

No.616 squadron var den första division som utrustades med Meteor i juli 1944. Deras huvudsakliga uppgift var att skjuta ner de V-1:or som sköts mot England från det tyskockuperade Frankrike. Från augusti 1944 till krigsslutet hade 616:e skjutit ner 14 stycken V-1. I takt med att de allierade arméerna ryckte fram genom Frankrike minskade hotet från V-1:orna. Av rädsla för att Tyskland skulle få upplysningar om den fortfarande hemliga Meteoren fick inga flygningar genomföras över tyskkontrollerat territorium. I stället användes Meteorerna för att efterlikna det tyska jaktflyplanet Me 262 under luftstridsövningar. Dessa övningar gav viktiga insikter, inte bara för Meteor-piloterna, utan även för de Mustang-piloter som övade att skydda amerikanska bombflygplan mot Me 262.
I december 1944 uppgraderade No.616 squadron från Meteor F.1 till den snabbare Meteor F.3 och i januari 1945 baserades divisionen i Steenokkerzeel i Belgien, delvis för att täcka upp förlusterna efter operation Bodenplatte. De var dock fortfarande förbjudna att flyga över tyskkontrollerat område eller öster om Eindhoven. Risken att bli misstagna för tyska Me 262 och vådabeskjutna var större än risken att hamna i strid med det i det närmaste obefintliga Luftwaffe. Det gjorde att Meteorerna målades helvita för att underlätta identifiering. I mars flyttades divisionen fram till Gilze en Rijen, i april till Nijmegen och strax innan krigsslutet till Faßberg. Divisionen genomförde huvudsakligen spaningsflygningar och markanfall och deltog aldrig i någon luftstrid. Ytterligare en division, No.504 Squardon, hann utrustas med Meteorer innan krigsslutet, men hann inte delta i några strider.
Under hösten 1945 och början av 1946 utrustades tio divisioner med Meteorer. Därefter blev det ett uppehåll fram till 1949 innan fler divisioner fick Meteorer. Meteorer sattes in i strid under Koreakriget där de möttes den av sovjetiska MiG-15 som visade sig vara lättare, snabbare och kunde stiga fortare och flyga högre än de brittiska och australiensiska Meteorerna. På grund av detta drogs Meteorerna tillbaka från jaktrollen i december 1951 och sattes i stället in i markanfall. Under Suezkrisen var No.39 Squardon med Meteor NF.11 baserade på Cypern och No.208 Squardon med Meteor FR.9 baserade på Malta. De opererade inte över egyptiskt territorium utan patrullerade östra Medelhavet på jakt efter egyptiska fartyg och spaningsflygplan. Spaningsversionerna av Meteor användes även under Malayakrisen, Mau-Mau-upproret i Kenya, Adenkrisen och mot EOKA-gerillan på Cypern.

### Syrien
Syrien köpte in 25 stycken Meteorer mellan 1952 och 1956. Efter att Syrien allierat sig med Nasser-regimen i Egypten drog Storbritannien in stödet till Syrien och de syriska piloterna började träna upp sina egyptiska kollegor. Under Suezkrisen genomförde brittiska flygvapnet flera spaningsflygningar på hög höjd över Syrien. Eftersom Syrien saknade radar byggde man i stället upp ett system med optisk luftbevakning där luftspanare rapporterade in upptäckta flygplan via telefon till en luftförsvarscentral. Med hjälp av det systemet kunde en syrisk Meteor den 6 november 1956 skjuta ner en brittisk Canberra i närheten av staden Homs. År 1957 började Syrien att ersätta sina Meteorer med MiG-17.

## Varianter
- Gloster F.9/40 – Prototyper. Åtta byggda varav fem med Power Jets-motorer, två med Halford-motorer och en med Metrovick-motorer.
- Meteor F.1 – Första produktionsserien med Welland-motorer. 20 byggda.
- Meteor F.2 – Alternativ produktionsmodell med Halford-motorer. Inga byggda.
- Meteor F.3 – Andra produktionsserien med Derwent-motorer. 210 byggda.
- Meteor F.4 – Förbättrad modell med förstärkt flygkropp och kortare vingar. 535 byggda.
- Meteor FR.5 – Fotospaningsversion. En ombyggd från F.4.
- Meteor F.6 – Planerad version med svept vinge. Inga byggda.
- Meteor T.7 – Dubbelsitsig skolversion. 640 byggda.
- Meteor F.8 – Tredje produktionsserien med längre flygkropp, modifierat stjärtparti, större bränslemängd och katapultstol.
- Meteor FR.9 – Fotospaningsversion. 126 byggda.
- Meteor PR.10 – Obeväpnad fotospaningsversion. 59 byggda.
- Meteor NF.11 – Nattjaktversion med Armstrong–Whitworth-radar. 331 byggda.
- Meteor NF.12 – Nattjaktversion med längre nos och amerikansk AN/APS-21 radar.
- Meteor NF.13 – NF.11 modifierad för användning i tropiskt klimat. 40 byggda.
- Meteor NF.14 – NF.11 med bubbelhuv och längre nos.
- Meteor U.15 – 92 stycken F.4 ombyggda till målrobotar.
- Meteor U.16 – 108 stycken F.8 ombyggda till målrobotar.
- Meteor TT.20 – 24 stycken NF.11 ombyggda för målbogsering.